# Wybory parlamentarne na Litwie w 2024 roku
Wybory parlamentarne na Litwie w 2024 roku – wybory do Sejmu Republiki Litewskiej, których pierwsza tura odbyła się 13, a druga 27 października 2024.
O 141 mandatów w litewskim Sejmie ubiega się 1700 kandydatów z 17 komitetów. Uprawnionych do głosu jest 2,4 miliona wyborców.
Zgodnie z obowiązującą na Litwie ordynacją wyborczą 70 miejsc w parlamencie z list w okręgach wielomandatowych (wybory proporcjonalne), a 71 – w okręgach jednomandatowych. Wybory przewidują też drugą turę w okręgach jednomandatowych.

## Wyniki
| Lista wyborcza                                       | Głosy w okręgach wielomandatowych | %     | Mandaty               | Mandaty               | Mandaty | Mandaty |
| Lista wyborcza                                       | Głosy w okręgach wielomandatowych | %     | okręgi wielomandatowe | okręgi jednomandatowe | Suma    | Zmiana  |
| ---------------------------------------------------- | --------------------------------- | ----- | --------------------- | --------------------- | ------- | ------- |
| Litewska Partia Socjaldemokratyczna                  | 240 266                           | 19,36 | 18                    | 34                    | 52      | +39     |
| Związek Ojczyzny – Litewscy Chrześcijańscy Demokraci | 222 975                           | 17,96 | 17                    | 11                    | 28      | -22     |
| Świt Niemna                                          | 186 126                           | 14,99 | 14                    | 6                     | 20      | -       |
| Związek Demokratów „W imię Litwy”                    | 114 644                           | 9,24  | 8                     | 6                     | 14      | -       |
| Ruch Liberalny Republiki Litewskiej                  | 95 524                            | 7,70  | 7                     | 5                     | 12      | -1      |
| Litewski Związek Rolników i Zielonych                | 87 182                            | 7,02  | 6                     | 2                     | 8       | -24     |
| Partia Wolności                                      | 55 854                            | 4,50  | 0                     | 0                     | 0       | -11     |
| Akcja Wyborcza Polaków na Litwie                     | 48 267                            | 3,89  | 0                     | 3                     | 3       | -       |
| Zjednoczenie Narodowe                                | 35 631                            | 2,87  | 0                     | 1                     | 1       | +1      |
| Litewska Partia Ludowa                               | 32 755                            | 2,64  | 0                     | 0                     | 0       |         |
| Koalicja Pokoju                                      | 27 306                            | 2,20  | 0                     | 0                     | 0       |         |
| Partia Regionów                                      | 23 525                            | 1,90  | 0                     | 0                     | 0       |         |
| Zieloni                                              | 20 806                            | 1,68  | 0                     | 0                     | 0       |         |
| Związek Naród i Sprawiedliwość                       | 17 166                            | 1,38  | 0                     |                       |         |         |
| Wolność i Sprawiedliwość                             | 9 329                             | 0,75  | 0                     | 1                     | 1       | -       |
| Razem                                                |                                   |       |                       |                       | 141     | –       |
| Liczba uprawnionych do głosowania/Frekwencja         |                                   | 52,04 | –                     | –                     | –       | –       |
| https://www.vrk.lt/2024-seimo/rezultatai             |                                   |       |                       |                       |         |         |